# Lokomotiv Sofia (handball)
La section handball du Lokomotiv Sofia est un club de handball situé à Sofia en Bulgarie.

## Palmarès
- Championnat de Bulgarie (3) : 1972, 1973, 1974